# خريزة
الخريزة أو سَالِيْكُرْنِيَة أو الإشْنَان أو حرض أو حرض انسنان (الاسم العلمي: Salicornia)، جنس نباتات مزهرة نضرة (متحملة للملوحة) من الفصيلة القطيفية. تنمو أنواع هذا الجنس في السبخات المالحة وعلى الشواطئ وبين أشجار الأيكة الساحلية. تنتشر أنواعها في آسيا وأمريكا الشمالية وأوروبا وجنوب إفريقيا.

## من أنواعهالواطنةفيالوطن العربي
- الخريزة الأوروبية (باللاتينية: Salicornia europaea) في بلاد الشام ومصر والمغرب العربي ومعظم مناطق أوروبا
- الخريزة العربية (باللاتينية: Salicornia arabica) في المغرب العربي
- الخريزة المبكرة (باللاتينية: Salicornia praecox) في موريتانيا والسنغال